# ألفريدو فيرا فيرا
ألفريدو فيرا فيرا هو سياسي إكوادوري، ولد في 28 يونيو 1910، وتوفي في 18 يوليو 1999.